# Hegge (Limburg)
Hegge (Limburgs: Genèk) is een buurtschap in de Nederlandse gemeente Beekdaelen (provincie Limburg). Hegge is gelegen in het Geleenbeekdal. Ten opzichte van het kerkdorp Schinnen ligt de buurt aan de overzijde van de beek, op zo'n twee kilometer ten westen van dit dorp en ten zuiden van de snelweg A76. De huidige buurtschap ligt als een straatnederzetting aan de doorgaande weg tussen Nagelbeek en Spaubeek.

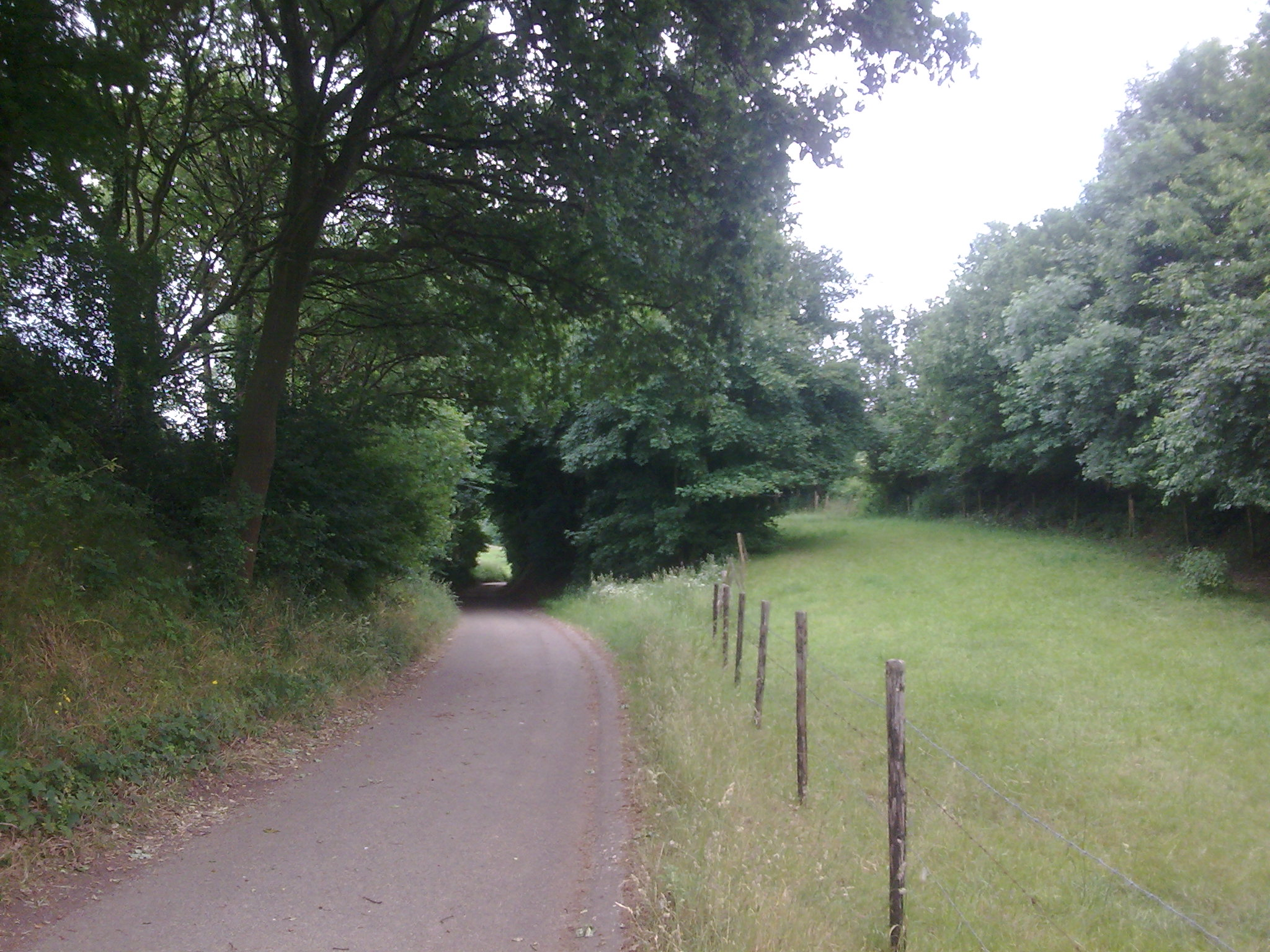
Lindenweg te Hegge
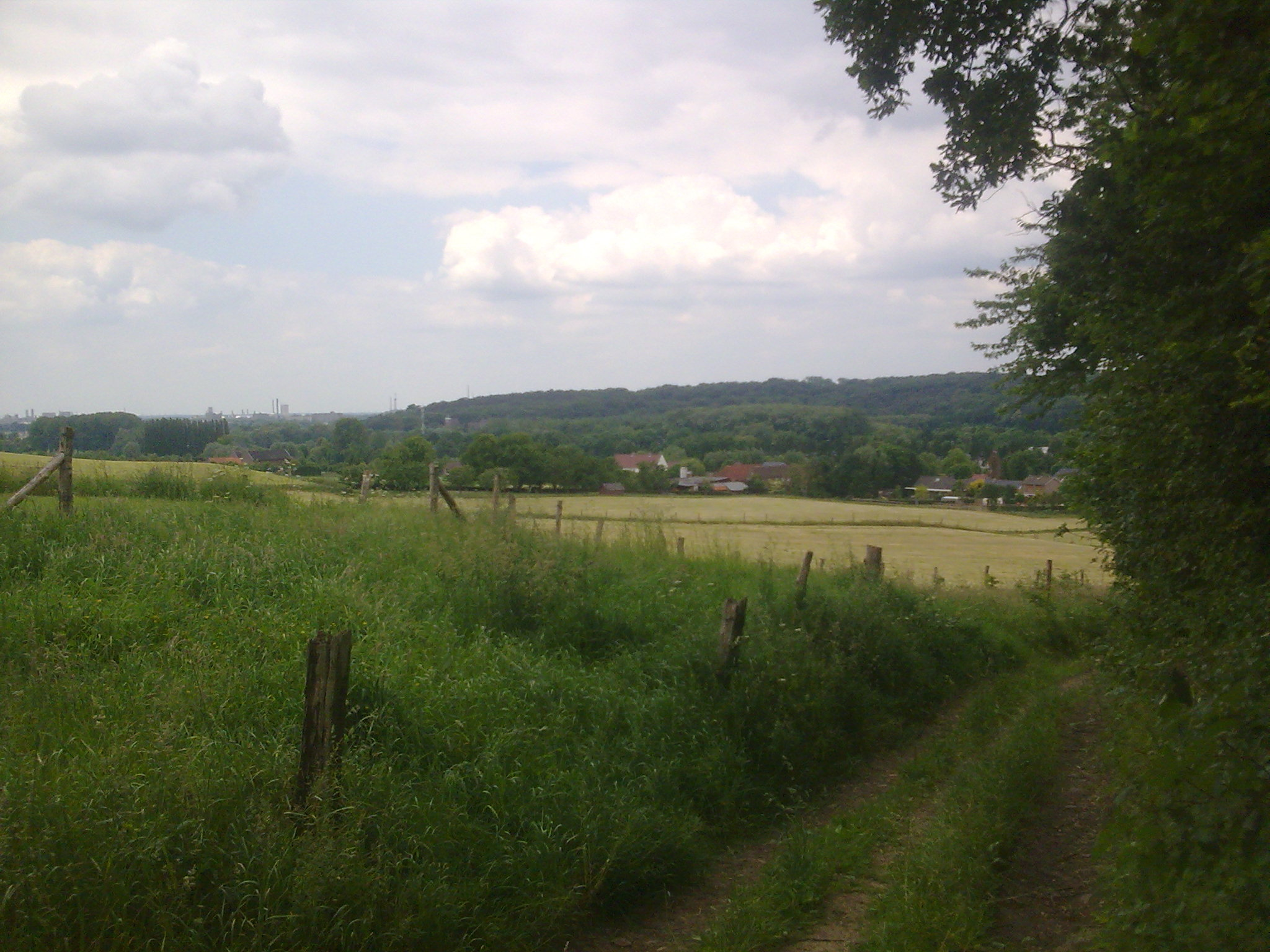
Uitzicht Hegge vanaf de Steenbergweg
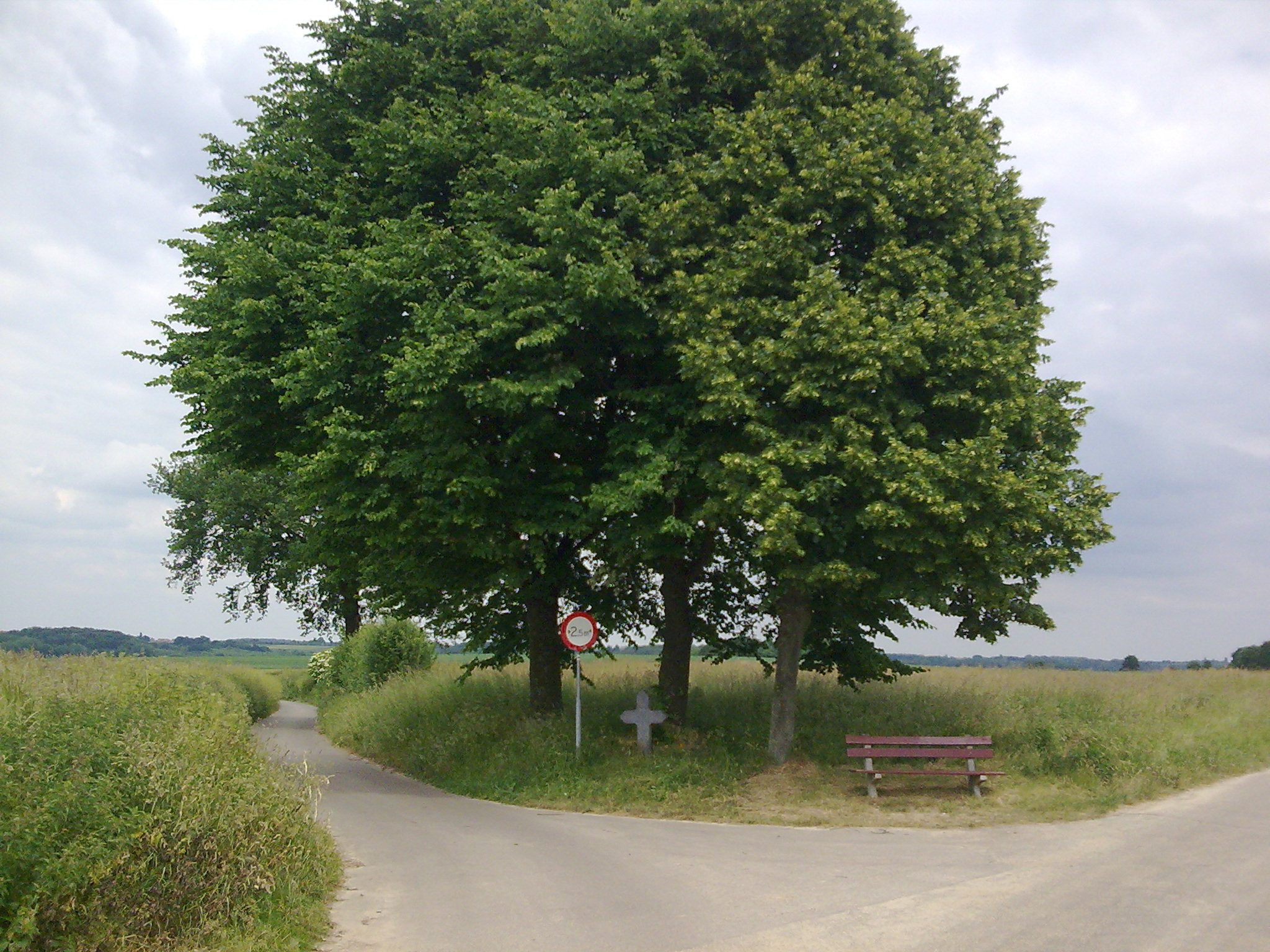
Moordkruis aan de Eykskensweg
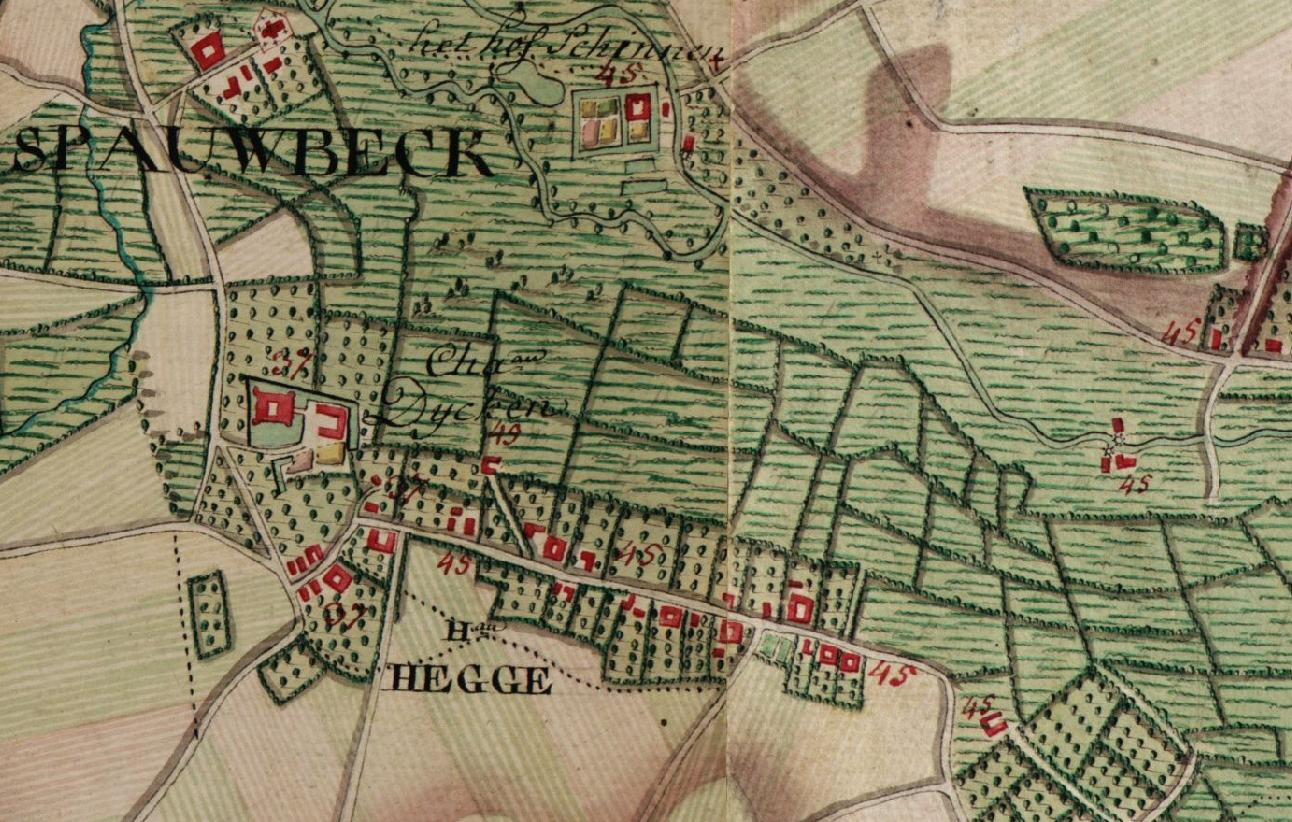
Hegge op de Ferrariskaart van 1771-1775

## Geschiedenis
Hegge heette oorspronkelijke Gen Heck en ontleent haar naam aan de term 'haag' of 'omheining met struikgewas'. Hegge ligt in het Geleendal. Aan de lage zijde liggen hier weilanden, beemden en broekgronden, waarin talrijke bronnen ontspringen die op de Geleenbeek ontwateren. Aan de hoge zijde van de nederzetting ligt de dalwand van het plateau van Schimmert met vergezichten.
In Hegge lagen vroeger uitgestrekte leengoederen. Zij behoorden toe aan de leenhoven van Sint-Jansgeleen en Terborgh. In de 13e eeuw lag er tevens het kasteel Gen Heck, waarvan de landgoederen nog tot eind 18e eeuw in bezit waren van het klooster van Sint-Gerlach. De bebouwing van de buurtschap bestond vroeger uit enkele losse clusters van boerenhoeven.
Met de term Hegge wordt mogelijk in oorsprong het huidige huis Ten Dijcken aangeduid, dat oorspronkelijk werd getypeerd als het huis 'Die Hegghe' en later haar naam aan de buurtschap heeft gegeven. Ten Dijcken ligt in het Spaubeekse deel van Hegge. De nabijgelegen Schinnense kern van Hegge heette oorspronkelijk Minnekom, naar het gelijknamige leengoed rond de splitsing Heggerstraat-Spaubeeker Kerkpad. Ook lag hier voorheen het omwaterde herenhuis Strijthagen, waarvan de fundamenten in 2000 werden opgegraven. De fundamenten liggen deels onder het later aangelegde mijnspoor. Richting Nagelbeek ligt van oudsher een tweede bebouwingscluster. Hier lagen o.a. de leengoederen Helgenborn, de Camp en de Haestad. Laatstgenoemde hoeve is tegenwoordig nog herkenbaar aan de grote witte boerderij die (onterecht) de benaming Hagensleen draagt.
Tot eind jaren zeventig van de 20e eeuw had Hegge samen met Nagelbeek een eigen kleuterschool. Deze kleuterschool, Hummeloord, eerst gelegen aan de Hettekensweg in de buurtschap Nagelbeek en verhuisde halverwege de jaren zeventig naar de Lindenweg in de buurtschap Hegge. De reden voor een eigen kleuterschool was dat de kleuterschool van Schinnen voor de bewoners van deze buurtschappen erg uit de slag lagen, en dat het voor kinderen niet verantwoord was deze grote afstand te overbruggen. In 1978 bij de fusie van de twee lagere scholen in Schinnen is Hummeloord gesloten, en moesten ook de jongsten naar de kleuterschool in het dorp.

## Natuur
Ten zuidwesten van Hegge ligt het bos- en natuurgebied Diependaal. In dit bos ligt aan de holle weg het Geologisch monument Diependaal.

## Bezienswaardigheden
In Hegge (gedeelte Spaubeek) ligt het herenhuis Ten Dijcken, dat dateert van rond 1600. Een opvallende hoeve is de Haestad, nu bekend als hoeve Hagensleen. Het opvallende uiterlijk van deze witte boerderij dateert uit de achttiende/negentiende eeuw. Thans is de boerderij verbouwd tot vier woningen, waarvan één nog steeds in gebruik is als hoeve.
Bezienswaardig tijdens een wandeling in het gebied is het modelvliegveld van modelvliegtuigclub Thermiek 58 dat is gelegen aan de Baarsgrubbenweg.

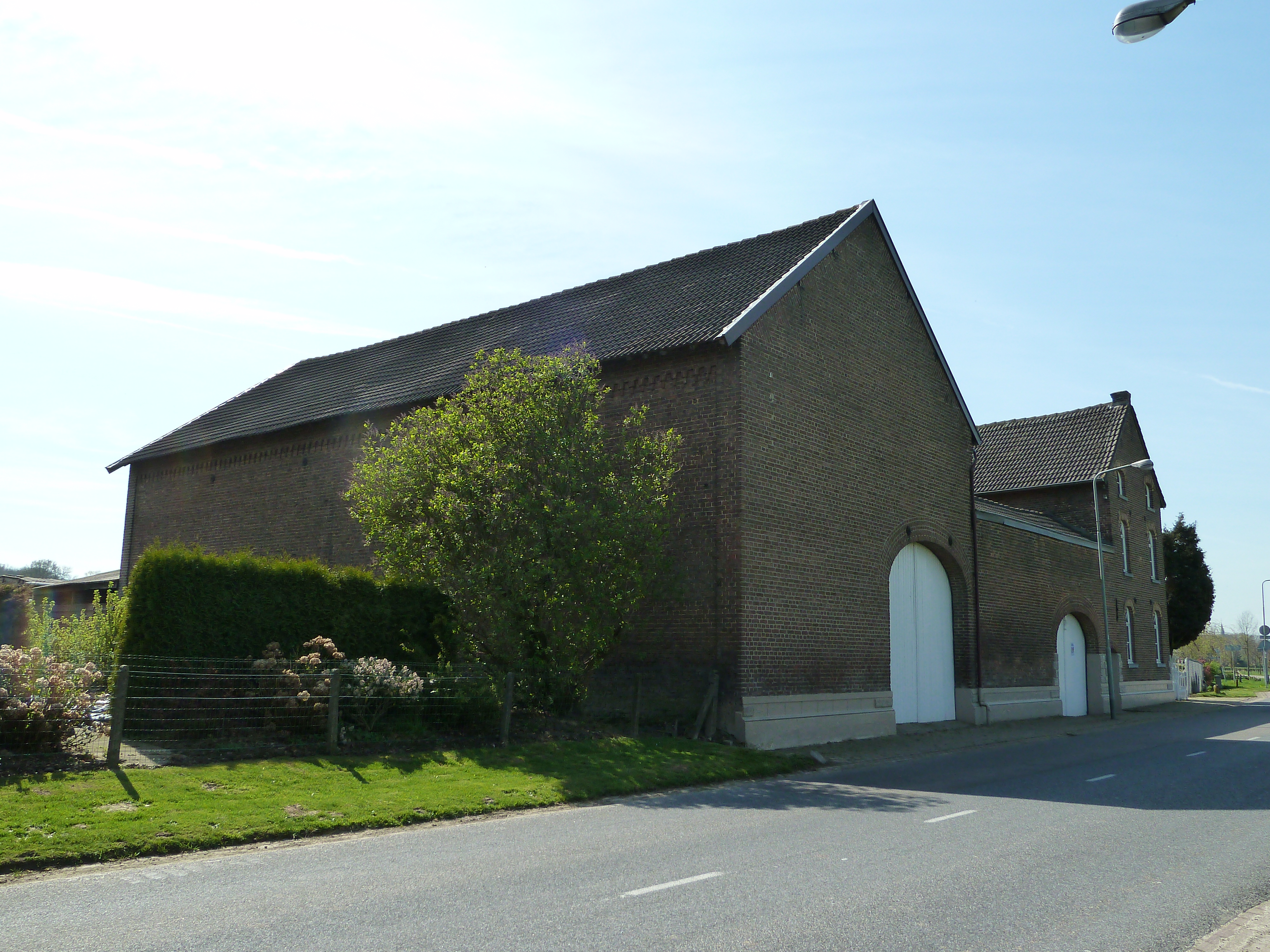
Monument Hegge 143. Oorspronkelijk Minnekom.
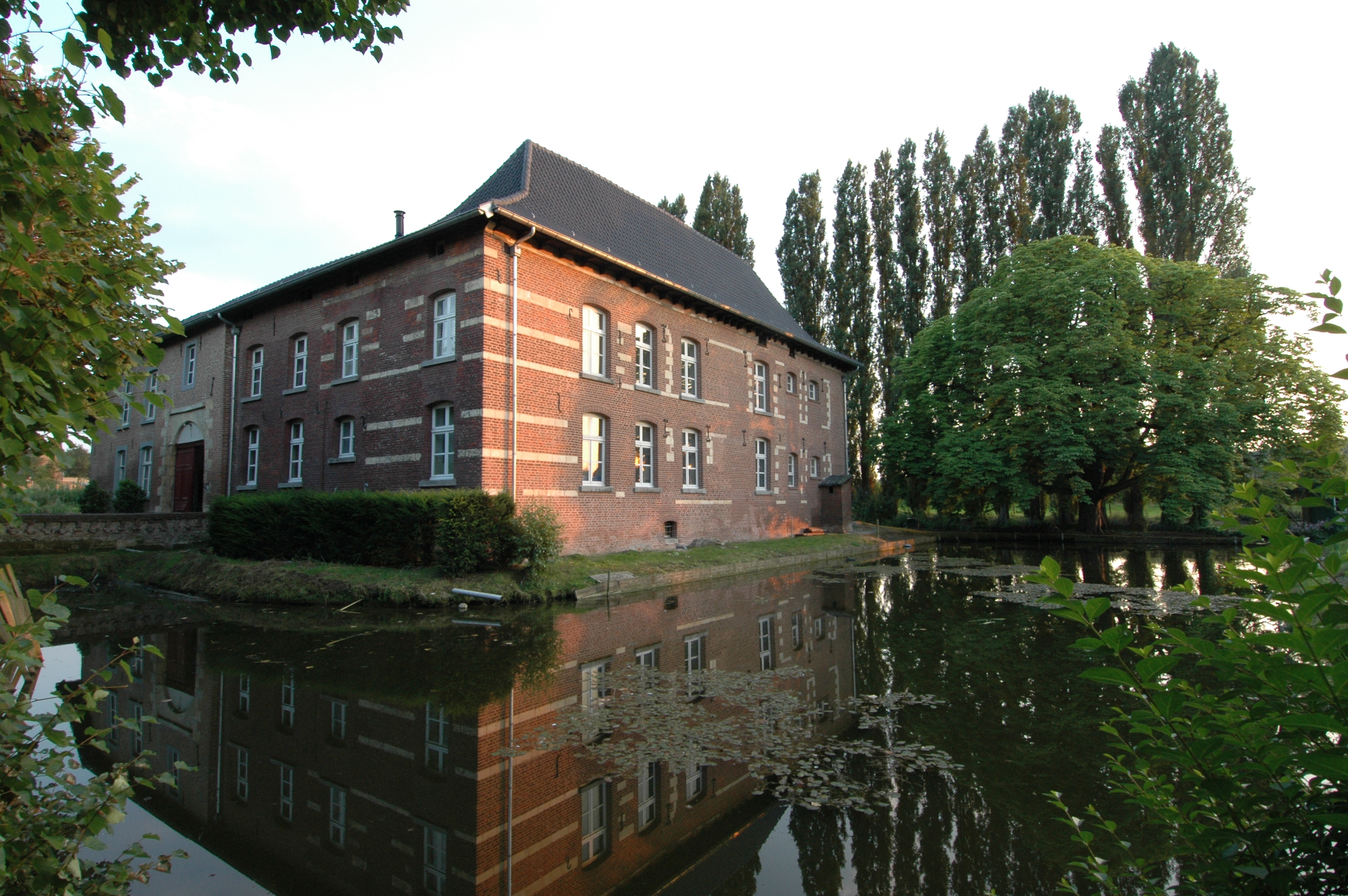
Huis ten Dijcken

Dorpen: Aalbeek · Amstenrade · Arensgenhout · Bingelrade · Doenrade · Hulsberg · Jabeek · Merkelbeek · Nuth · Oirsbeek · Puth · Schimmert · Schinnen · Schinveld · Sweikhuizen · Vaesrade · Wijnandsrade

Buurtschappen en gehuchten: Bovenste Puth · Brand · Breinder · Brommelen · Daniken (deels) · Douvergenhout · Etzenrade · Gracht · Grijzegrubben · Haasdal · Hegge · Heisterbrug · Helle · Hellebroek · Hommert · Hunnecum · Kamp · Kathagen · Klein-Doenrade · Kleingenhout · Kling · Kruis · Laar · Leeuw · Nagelbeek · Nierhoven · Oensel · Onderste Puth · Op de Bies · Op den Hering · Oppeven · Reuken · Swier · Terstraten · Tervoorst · Thull · Viel · Vink · Wintraak · Wissengracht · Wolfhagen

Limburg: Steden en dorpen      Nederland: Provincies · Gemeenten